# Squama temporalis

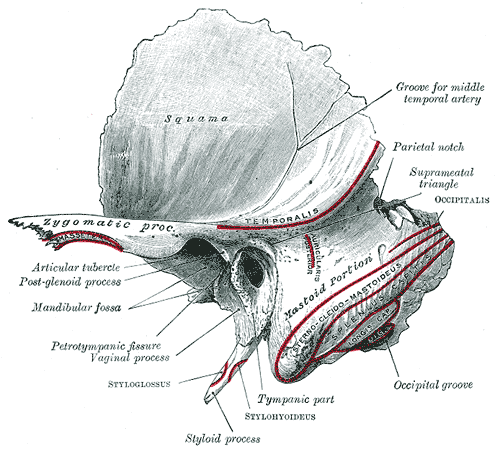
Vänster tinningbens utsida. Squama utgör den övre delen ovanför okbensbågen.
Illustration: Gray's Anatomy, 1918. (PD)

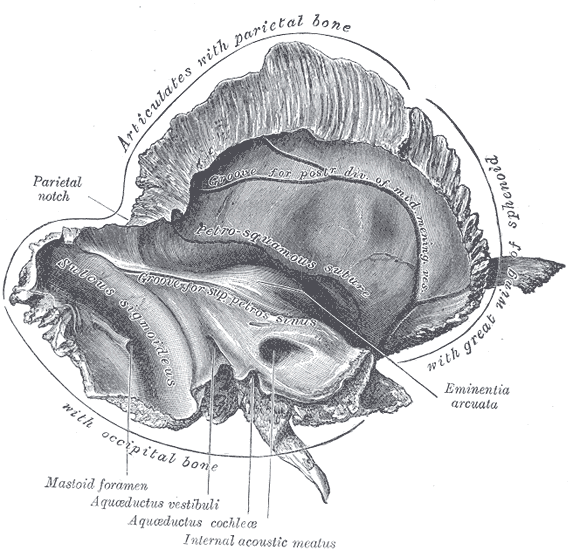
Vänster tinningbens insida.
Illustration: Gray's Anatomy, 1918. (PD)

Squama temporalis utgör, i människans skelett, den tunna, främre och övre delen av tinningbenet (os temporale). 
Squamas utsida är slät och konvex och utgör fäste för m. temporalis, den solfjäderformade muskeln på kraniets sidor. En krökt linje, linea temporalis, som löper diagonalt uppåt på ytans bakre del utgör fäste för bindvävshinnan fascia temporalis och gräns för m. temporalis. En centimeter under denna linje finns spår av de suturer som en gång skilde squama från pars mastoidea. 
Squama begränsas nedtill av okbensbågen (proc. zygomaticus).
På Squamas konkava insida finns fördjupningar som motsvarar hjärnans tinninglober och fåror avsedda för grenar från den mellersta av de meningeala kärlen.
Den övre kanten är tunn och avfasad invändigt så att benet överlappar kanten på det ovanliggande hjässbenet (os parietale). 
Den anteroinferiora (främre-inre) kanten är tjock och sågtandad. Upptill är den avfasad invändigt och nedtill avfasad utvändigt. Den ledar mot kilbenets (os sphenoidale) stora vinge.